# Front Wyzwolenia Palestyny
Front Wyzwolenia Palestyny (arab. جبهة التحرير الفلسطينية) – polityczno-militarna organizacja terrorystyczna palestyńskich nacjonalistów.

## Historia
Powstał w 1976 roku lub 1977 roku, w następstwie rozłamu w organizacji Ludowy Front Wyzwolenia Palestyny – Główne Dowództwo. Założycielem formacji był Abu Abbas (właściwie Muhammad Zaidan). Abbas opuścił macierzystą grupę po tym, gdy jej przywódcy poparli działania Sił Zbrojnych Syrii wymierzone w struktury Organizacji Wyzwolenia Palestyny w Libanie. W kolejnych latach dochodziło do starć pomiędzy bojownikami LFWP–GD i FWP, walki nasiliły się po 13 sierpnia 1977 roku, kiedy bojownicy LFWP–GD zorganizowali ataki bombowe na biura FWP w Bejrucie, w zamachach zginęło wtedy około 200 osób.
W pierwszej połowie lat 80. wewnątrz Frontu wyłoniły się trzy mniejsze grupy: prosyryjska (Abdul Ghanim), prolibijscy sympatycy LFWP (Talaat Yaqub) i zwolennicy współpracy z OWP (Abu Abbas). Każda z grup zatrzymała pierwotną nazwę i uważała, że to ona jest kontynuacją organizacji-matki. Podział frakcyjny ograniczył się w 1989 roku, kiedy frakcja Abbasa wchłonęła większość struktur rozłamowych. Abbas stał na czele frakcji opowiadającej się za sojuszem z OWP, a sam w latach 1984–1991 wchodził w skład Komitetu Wykonawczego OWP. Frakcja ograniczyła współpracę z OWP po 1998 roku, kiedy to uznała, że kierownictwo organizacji jest zbyt ugodowe względem Izraela.
W przeszłości prowadził działalność terrorystyczną. Zamachy ograniczyły się po 2003 roku wraz z zatrzymaniem Abbasa przez Amerykanów. Pojedyncze ataki przeprowadzone na izraelskie cele wojskowe odnotowano jeszcze w 2008 i 2010 roku.
W 1996 roku wziął udział w wyborach w Autonomii Palestyńskiej, zdobywając zaledwie 0,11% głosów. W wyborach w 2006 roku startował pod nazwą „Męczennik Abu Abbas”, uzyskał w nich 0,30% głosów.
Obecnie struktury Frontu Wyzwolenia Palestyny znajdują się na obszarze Autonomii Palestyńskiej i południowego Libanu, prawdopodobnie formacja posiada przedstawicielstwo w Syrii. W przeszłości bazy Frontu znajdowały się też w Tunezji, Libii i Iraku.

## Najważniejsze ataki przeprowadzone przez grupę
- W kwietniu 1979 roku czworo bojowników przeniknęło na teren Izraela, gdzie zabiło cztery osoby (masakra w Naharijji)[12].
- W marcu 1981 roku miejsce miała nieudana próba przeniknięcia dwóch fedainów na obszar Izraela. Napastnicy poruszali się paralotniami, zostali zmuszeni do lądowania w okolicach Hajfy, gdzie zostali aresztowani. Terroryści planowali zrzucenie na miasto granatów ręcznych i bomb[13].
- W kwietniu 1981 roku miała miejsce nieudana próba przeniknięcia na teren Izraela dwóch terrorystów poruszających się balonem. Balon został zestrzelony, a obydwaj napastnicy zginęli[13].
- W październiku 1985 roku czterech bojowników porwało liniowiec MS Achille Lauro. W zamachu zginął obywatel USA Leon Klinghoffer[6][7][13].
- W maju 1990 roku 17 fedainów usiłowało zaatakować od strony morza turystyczną dzielnicę Tel Awiw-Jafa. Izraelska straż przybrzeżna zatrzymała pięć pontonów, którymi się poruszali. W akcji zginęło czterech napastników, reszta została aresztowana[14].

## Liczebność
W 2015 roku Departamentu Stanu USA szacował liczebność frakcji Abbasa na 50–500 członków aktywnych na Zachodnim Brzegu, w Strefie Gazy i w południowym Libanie.

## Wsparcie zagraniczne
W przeszłości działalność Frontu wspierana i finansowana była przez Syrię, Irak i Libię.
Zdaniem Departamentu Stanu USA, formacja może być finansowana przez Iranu.

## Ideologia
Wyznaje doktrynę skrajnie lewicową, a jego celem jest utworzenie niepodległego państwa palestyńskiego.

## Jako organizacja terrorystyczna
Znajduje się na listach organizacji terrorystycznych Departamentu Stanu USA i Kanady. Do 2011 roku znajdował się też na analogicznej liście Unii Europejskiej.